# 羅德尼男爵
索美塞得郡羅德尼斯多克的羅德尼男爵 （Baron Rodney, of Rodney Stoke in the County of Somerset）屬於大不列顛王國貴族爵位。創設於1782年6月19日，授予海軍將領喬治·布里奇斯·羅德尼。
喬治·布里奇斯·羅德尼曾早於1764年1月22日獲策立為從男爵，頭銜為修咸頓郡奧爾斯福德的羅德尼從男爵（Rodney Baronets of Alresford in the County of Southampton）。第一代男爵死後，其子喬治繼承為第二代男爵；第二代男爵早年曾在下院擔任北安普敦郡議員。在1804年，第四代男爵將加入「哈利」（"Harley"）到姓氏，此後為後人所跟隨。截至2007年6月為止，此爵位由第十代男爵繼承。

## 羅德尼男爵（1782年）
- 喬治·布里奇斯·羅德尼，第一代羅德尼男爵（1718年—1792年）
- 喬治·羅德尼，第二代羅德尼男爵（1753年—1802年）
- 喬治·羅德尼，第三代羅德尼男爵（1782年—1842年）
- 托馬斯·哈利-羅德尼，第四代羅德尼男爵（1784年—1843年）
- 史賓塞·羅德尼，第五代羅德尼男爵（1785年—1846年）
- 羅德尼·羅德尼，第六代羅德尼男爵（1820年—1864年）
- 喬治·羅德尼，第七代羅德尼男爵（1857年—1909年）
- 喬治·羅德尼，第八代羅德尼男爵（1891年—1973年）
- 約翰·羅德尼，第九代羅德尼男爵（1920年—1992年）
- 喬治·羅德尼，第十代羅德尼男爵（1953年—）